# Frederica von Stade
Frederica von Stade (n. 1 iunie 1945, Somerville⁠(d), New Jersey, SUA) este o mezzo-soprană americană.